# Copeau

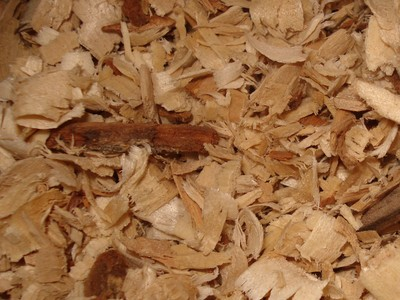
Copeaux issus d'un cèdre.

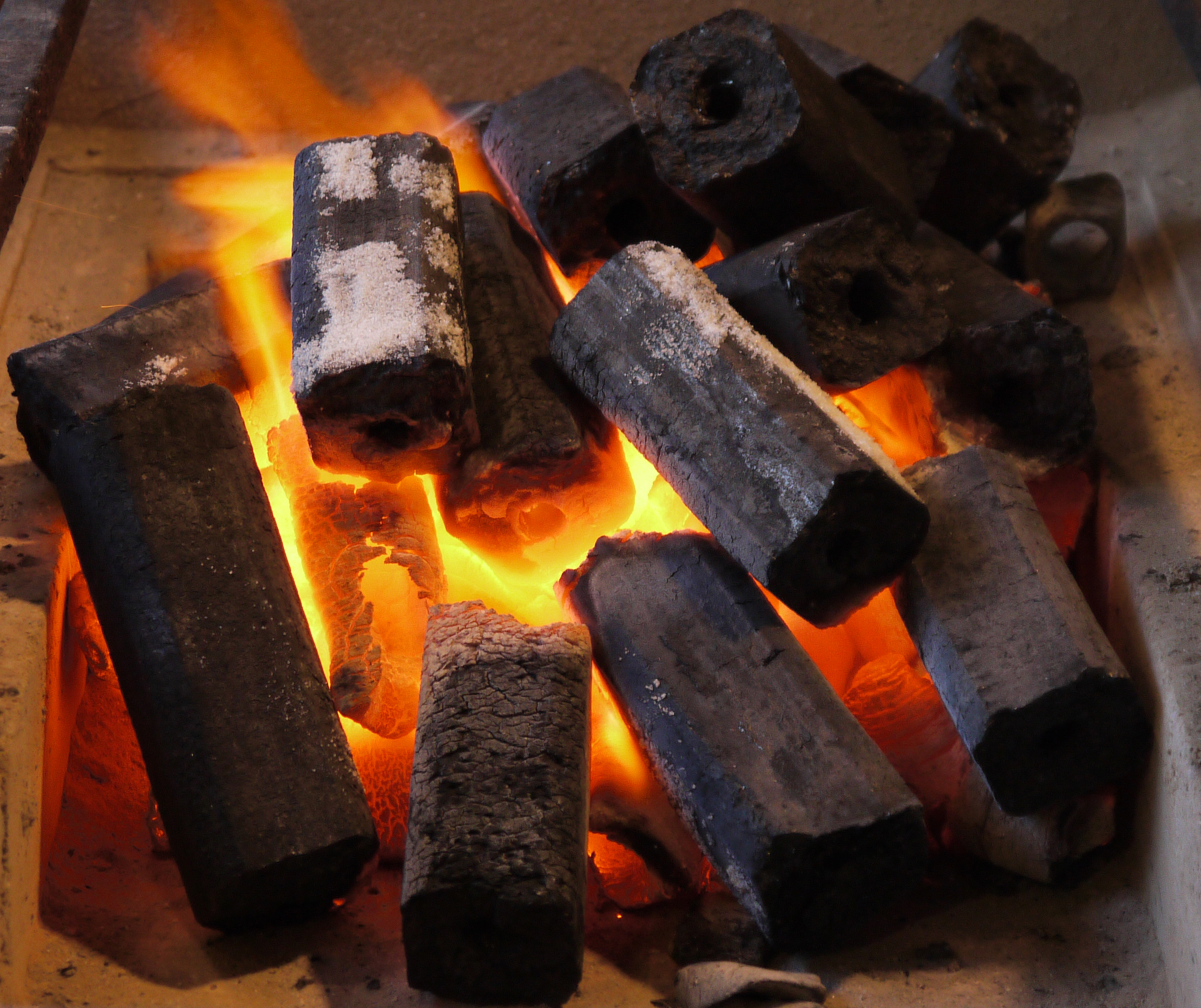
Ogatan briquette.

Un copeau  est une petite chute de matière créée à la suite d'un usinage sur machine-outil  — ou par un outil manuel de type « rabot » — d'une matière telle que le bois, le métal, le plastique, etc. On parle par extension de copeaux de chocolat.

## Copeaux de bois
Les copeaux de bois peuvent être directement produits, généralement pour un usage énergétique, à partir de TCR (taillis à courte rotation) ou TTCR (taillis à très courte rotation).
Certains copeaux de chêne sont utilisés pour donner un goût à du vin et ainsi imiter un vieillissement en fût.

## Mécanique
Quelle que soit la matière usinée, le copeau produit répond aux mêmes caractéristiques qui correspondent aux trois mouvements qui influencent les dimensions du copeau :
- mouvement de coupe : exprimé en mètres par minute (m/min), il correspond à la longueur développée du copeau ;
- mouvement de pénétration : ou profondeur de passe, exprimé en mm, il correspond à la largeur du copeau et influe sur le réglage de la cote de la pièce,
- mouvement d’avance : exprimé en millimètres par tour, par coup ou par dent ; il correspond à l’épaisseur du copeau.

### Avance par tour
L’avance par tour ou avance par coup est l’épaisseur offerte à l’outil pour un tour de la pièce sur un tour ou une course de l’outil sur raboteuse ou étau limeur.
Pour le cas de la fraiseuse, c’est l’épaisseur offerte à l’ensemble des dents pour un tour de la fraise.

### Section du copeau
La section du copeau étant sensiblement un parallélogramme, sa section est égale au produit de l’avance par tour ou par coup (en mm) par la profondeur de passe (en mm).

### Copeau minimum
Le copeau minimum est l’épaisseur minimum du copeau que peut tailler un outil.
- Effet d’une avance inférieure au copeau minimum (cas de tournage) : La pièce repousse l’outil jusqu’à ce que l’avance accumulée soit suffisante pour tailler le métal et que la coupe ne s’effectue que tous les 2 ou 3 tours. L’outil s’émousse, la surface usinée est rugueuse.
- Le copeau taillé minimum :
  - augmente avec la dureté de la pièce ;
  - diminue quand la vitesse augmente ;
  - diminue quand la dureté de l’outil augmente ;
  - diminue quand l’arête tranchante est pierrée.